# Dsungaripteromorpha
De Dsungaripteromorpha zijn een groep pterosauriërs behorend tot de Pterodactyloidea.
In 2014 definieerden Brian Andres, James Michael Clark en Xu Xing een klade Dsungaripteromorpha: de groep bestaande uit Dsungaripterus weii
Young 1964 en alle soorten nauwer verwant aan Dsungaripterus dan aan Quetzalcoatlus northropi Lawson 1975.
De Dsungaripteromorpha zijn de zustergroep van de Neopterodactyloidea binnen de Neoazhdarchia. De Dsungaripteromorpha bestaan uit de Dsungaripteridae en de Thalassodrominae. Het gaat om middelgrote vormen met grote schedelkammen uit het Onder-Krijt.